# Cereus callicanthus
Cereus callicanthus là một loài thực vật có hoa trong họ Cactaceae. Loài này được (Rumpler) Woodson mô tả khoa học đầu tiên năm 1893.